# Sonja von Opel
Sonja von Opel (* 14. März 1976 in Mainz) ist eine deutsche Laufsport-Trainerin, Reiseveranstalterin, Autorin und Kolumnistin. Als Marathonläuferin gewann sie zum Beispiel im Jahr 2010 den Freiburg-Marathon und zählte zeitweise zu den Top 20 im deutschen Laufsport.

## Werdegang
Sonja von Opel ist das dritte Kind aus der Ehe von Heinz von Opel und Claudia-Ulrike Hurlin. Sie wuchs gemeinsam mit ihren Geschwistern Aline, Ivonne (* 1973) und Christoph (* 1980) auf Schloss Westerhaus auf. Georg von Opel und Irmgard von Opel waren ihre Großeltern väterlicherseits. Nach ihrem Abitur 1995 am Sebastian-Münster-Gymnasium in Ingelheim schloss sie 2000 ihr Studium in Innsbruck als Diplom-Tourismuskauffrau ab. Während des Studiums wirkte sie als Schauspielerin in der ZDF-Serie „Streit um drei“ mit, wo sie die Rolle der Protokollführerin spielte. Seit 2005 ist Sonja von Opel Lehrerin für Fitness, Gesundheit und Sportrehabilitation.
2003 entdeckte Sonja von Opel den Laufsport für sich und absolvierte beim München-Marathon ihren ersten Marathonlauf in 3:58 Stunden. 2006 absolvierte sie erfolgreich den Ironman Switzerland. 2010 gewann sie den Freiburg-Marathon. Ihre Bestzeit auf der Marathondistanz (2:52:00 Stunden) erreichte sie beim Frankfurt-Marathon 2012, womit sie Platz 19 in der DLV-Jahresbestenliste belegte. 2017 belegte Sonja von Opel beim „Supermarathon“ des GutsMuths-Rennsteiglauf (73,9 km / 1.500 hm) den dritten Platz. Ihre Bestzeit im Halbmarathon erzielte sie 2013 mit 1:20:41 in Bergisch Gladbach. Ihre Bestzeit im 10.000-Meter-Lauf stellte sie mit 36:43,80 min im März 2013 in Regensburg auf, womit sie Platz 25 in der DLV-Jahresbestenliste belegte.
Seit 2006 bietet Sonja von Opel Personal Training und Firmen-Lauftreffs an sowie referiert bei Seminaren und Symposien als Expertin für Ausdauersport mit Schwerpunkt Laufen. Seit 2007 schreibt sie als freie Journalistin und Kolumnistin unter anderem für Runner’s World, das Manager Magazin, DSV aktiv und Women’s Health. Von 2008 bis 2016 organisierte sie für die Zeitschrift Runner’s World Sportcamps in Portugal, Spanien und Österreich, seit 2016 organisiert sie diese selbständig mit einer eigenen GmbH.

## Privates
Im August 2001 wurde aus der Beziehung mit dem Schauspieler Florian Fischer ihr gemeinsamer Sohn Felix geboren. 2015 heiratete sie ihren langjährigen Lebensgefährten Martin Grüning. Seit 2022 lebt das Paar, das zuvor in Pullach gewohnt hatte, in Baden-Baden.

## Publikationen
- mit Martin Grüning: Marathon kann Jede*r. Südwest, München 2022. ISBN 978-3-517-10135-4.
- mit Christine Theiss:[14] Pimp your Running: Lauf dich stark mit meinem Power-Workout. Edel Verlag 2016. ISBN 978-3-89883-531-2.
- 101 Dinge, die ein Läufer wissen muss. Bruckmann, München 2016. ISBN 978-3-7343-0698-3.
- Das neue Halbmarathon-Training: das Handbuch für die ideale Trainingsvorbereitung und das optimale Wettkampfergebnis. Bruckmann München 2015, ISBN 978-3-7654-5925-2.
- Gesund laufen – ein Leben lang: der schonende Weg zu Fitness, Gesundheit und Wohlbefinden. Bruckmann, München 2015, ISBN 978-3-7654-8995-2.
- Jahrbuch für Läufer: Runner’s Year. Mein Lauf-Tagebuch. Bruckmann, München 2015. ISBN 978-3-7343-0451-4.
- Das neue Lauf-Training: jeden Tag topfit: das Handbuch für gesundes und effektives Laufen. Bruckmann, München 2014. ISBN 978-3-7654-5965-8.
- Das neue Marathon-Training: der optimale Begleiter von der Trainingsvorbereitung bis zum Wettkamp. Bruckmann, München 2014. ISBN 978-3-7654-5715-9.